# Margarita Borissowna Rudenko
Margarita Borissowna Rudenko (russisch Маргарита Борисовна Руденко, wiss. Transliteration Margarita Borisovna Rudenko; * 9. Mai 1926 in Tiflis; † 27. Juli 1976 in Leningrad) war eine russische Philologin, Orientalistin, Kurdologin (Spezialistin für kurdische Sprache, Kultur und Geschichte), Literaturwissenschaftlerin und Ethnographin. Im Jahr 1954 wurde sie Dr. sc. (Philologie).

## Allgemeines
Rudenko war Gründerin der Literaturkunde in der russischen Kurdologie (Forschung im Bereich der mittelalterlichen kurdischen  Literatur), Autorin des ersten Katalogs kurdischer Manuskripte, die im Besitz der Saltykow-Schtschedrin-Bibliothek Sankt-Petersburg sind. Des Weiteren war sie Übersetzerin und kritische Analytikerin einer Reihe von Werken mittelalterlicher kurdischer Dichter, wie «Scheich San’an» von Feqiyê Teyran (17. Jh.), «Mem und Zin» von Ehmedê Xanî (17. Jh.)., «Leyli und Majnun» von Kharis Bitlisi (18. Jh.), «Yusif und Zulaykha» von Selîm Sleman (16. Jh.) und anderen. Sie war Autorin einer Vortragsreihe zur Geschichte der kurdischen Literatur, welche im Jahr 1970 in der Fakultät der Orientwissenschaften in der staatlichen Universität Jerewan stattfanden.
Rudenko hat einen wichtigen Beitrag für die Forschung der kurdischen Folklore und Ethnographie geleistet. Unter anderem der Verwirklichung der ersten Veröffentlichung des Manuskriptes des kurdischen Ethnographen und Historiker Mela Mahmud Bayazidi, Sammlungen der kurdischen Nationalmärchen, Monographie über kurdische rituelle Poesie, eine Reihe von Artikeln und Vorträgen über kurdische Folklore, Alltag, Glaubensrichtungen und Traditionen.
Besondere Bedeutung verleiht der wissenschaftlichen Tätigkeit von M. B. Rudenko die Tatsache, dass sie in ihrer Forschung überwiegend Neuland betreten hat, da die kurdischen Sprache, Kultur und ihre Geschichte eines der am wenigsten erforschten Gebiete der Orientalistik gewesen ist.

## Publikationen und Schriften (in  kurdischer und russischer Sprachen)
- Poem des kurdischen Dichters des 17. Jahrhunderts Ehmedê Xanî „Mem û Zîn“. Autorreferat der Doktorarbeit. Moskau, 1954. (Поэма курдского поэта ХVII в. Ахмеда Хани "Мам и Зин". Автореферат диссертации на соискание ученой степени кандидата филологических наук. М., 1954. [АН СССР, ИВ]).
- Sammlung des A. Jaba (Kurdische Manuskripte). Orientalistik-Sammelband, 1958. (Коллекция А. Жаба [Курдские рукописи]. - ТГПБ. Т. 2 [5], 1957, "Восточный сборник", 1958).
- Kurdische Volksmärchen. Gesammelt, Übersetzung und Vorwort von M.B. Rudenko und I. Farizow. Moskau, Goslitizdat, 1959. (Курдские сказки. Запись текстов, перевод с курдского и предисловие М.Б. Руденко и И. Фаризова. М. Гослитиздат, 1959)
- Kurdische Sprichwörter und Redensarten.  Gesammelt und übersetzt von K.K. Kurdoev und M. B. Rudenko. - Inhalt: „Sprichwörter und Redensarten der Völker des Ostens“. Moskau, 1961. (Курдские пословицы и поговорки. Собрали и перевели К. К. Курдоев и М.Б.Руденко. — В кн.: "Пословицы и поговорки народов Востока". К. ИВЛ, 1961, с. 330-331).
- Eine Beschreibung der kurdischen Manuskripten Leningrader (Sankt-Petersburger) Sammlungen. Moskau, 1961. (Описание курдских рукописей ленинградских собраний. М.: Издательство восточной литературы, 1961).
- Unbekannte kurdische Folklorversion über Scheich San’an. Inhalt: Wissenschaftliche Konferenz zur Iranischen Philologie. Thesen zum Referat. Leningrad, 1962, S. 36–37. (Неизвестная курдская фольклорная версия о шейхе Сан'ане. -В кн.: Научная конференция по иранской филологии [ЛГУ]. [Тезисы докладов]. Л., 1962, с. 36-37).
- Mela Machmud Bayazydi. Traditionen und Gebräuche der Kurden. Übersetzung, Vorwort und Erläuterungen von M. B. Rudenko.  Moskau, Verlag „Literatur der Völker des Ostens“, 1963. (Мела *Махмуд Баязиди. Нравы и обычаи курдов. /Перевод, предисловие и примечания. М.Б. Руденко. М. ИВЛ, 1963. АН СССР, ИНА).
- Kharis Bitlisi. „Leyli und Majnun“. Text, Übersetzung und kurdische Folklor-Versionen. Übersetzung, Vorwort und Erläuterungen von M. B. Rudenko. Verlag „Nauka“, Moskau, 1965. (Харис Битлиси. Лейли и Меджнун. Текст, перевод и курдские фольклорные варианты. Перевод, предисловие и примечания М.Б.Руденко. М. „Наука“, 1965).
- Faqi Tayran. „Scheich San’an“. Der textkritische Apparat, Übersetzung, Erläuterungen und Vorwort von  M. B. Rudenko. Moskau, Verlag „Nauka“, 1965. (Факи Мухаммед Тейран. «Шейх Сан'ан». Критич. текст, перевод, примечания и предисловие М. Б. Руденко. М. "Наука", 1965. АН СССР ИНА).
- Der kurdische Wissenschaftler und Aufklärer des 19. Jh. Mela Machmud Bayazydi. Zeitung "Rya Teze"  („Der Neue Weg“), 20. September 1967 (in kurdischer Sprache). (Курдский ученый и просветитель XIX в. Мела Махмуд Баязиди. — Газ. "РйаТǝзǝ". 20.IX.1967 г. [на курд. яз.]).
- Über die kurdische Literaturfassung des Poems „Yusif und Zulaykha“. Zeitschrift  „Rya Teze“  („Der Neue Weg“), 20. September 1967. (in kurdischer Sprache). („О курдской литературной версии поэмы ‚Юсуф и Зулейха‘“. - Газ. „Рйа Тǝзǝ“. 18. V. 1967 [на курд. яз.]).
- Beerdigungslieder der Jesiden des Transkaukasien. - Jahrbuch „Die Schriftdenkmäler und Denkmäler der Geschichte und Kultur der Völker des Ostens“, 1968, S. 87–88. (Похоронные песни курдов-езидов Закавказья. - ПП и ПИКНВ. IV. 1968, с. 87-88).
- Das neue Manuskript des Poems des kurdischen Dichter Selims Sleman „Yusif und Zulaykha“.  - Jahrbuch „Die Schriftdenkmäler und Denkmäler der Geschichte und Kultur der Völker des Ostens“, 1969. (Новая рукопись поэмы курдского поэта Селима Слемана "Юсуф и Зулейха". - ПП и ПИКНВ. V. 1969).
- Über einige Besonderheiten der mittelalterlichen kurdischen literarischen Sprache (basierend auf dem Selim Slemans Poem „Yusif und Zulaykha“). — Inhalt: „Iranische Philologie“. Moskau, 1969, S. 104–107. (О некоторых особенностях языка средневековой курдской литературы [по материалам поэмы Селима Слемана "Юсуф и Зелиха"]. — В кн.: «Иранская филология. Краткое изложение докладов научной конференции, посвященной 60-летию проф. А.Н.Болдырева». М., 1969, а 104-107).
- Kurdische Volksmärchen. Gesammelt, Übersetzung, Vorwort und Erläuterungen von M.B. Rudenko. Moskau, Hauptredaktion der Orientalischen Literatur, 1970. (Курдские народные сказки. Запись текстов, пер., предисл. и примеч. М.Б. Руденко. М. ГРВЛ, 1970, 248 с.)
- Die Systeme des Versbaus in der mittelalterlichen kurdischen Dichtung im Bereich des Norddialektes. - Jahrbuch „Die Schriftdenkmäler und Denkmäler der Geschichte und Kultur der Völker des Ostens“, 1970. (Системы стихосложения в средневековой курдской классической поэзии на северном диалекте. — ПП и ПИКНВ. VI. 1970).
- Zeitaufzeichnungen des Manuskriptes des Poems von Selim Sleman „Yusif und Zulaykha“. Palästinensischer Sammelband, Heft 21 (84), 1974.  Хронограммы в рукописи поэмы Селима Слемана „Юсуф и Зелиха“. ПС. Вып. 21 (84), 1970, с. 68-69.
- Über das Entstehen des Manuskriptes der persischen Gedichtversion Bachtiar-Name (Das Manuskript des Institutes der Orientalistik der Akademie der Wissenschaften, Signatur „B1277“). - Jahrbuch „Die Schriftdenkmäler und Denkmäler der Geschichte und Kultur der Völker des Ostens“ 1971. (К происхождению рукописи персидской поэтической версии "Бахтиар-наме" [Рукопись ИВАН'а, шифр «В 1277»]. - ПП и ПИКНВ. VII. 1971)
- Kurdische Literatur des 17. Jahrhunderts. – Zeitschrift „Die Völker Asiens und Afrikas“ 1971, № 3. (Курдская литература XVII века. – „Народы Азии и Африки“, 1971, № 3).
- Unveröffentlichte Gedichte kurdischer Dichter. – Inhalt: „Orientalistik-Sammelband“  Heft 3. Moskau, 1972, S. 111–137.  (Неопубликованные стихи курдских поэтов. - В кн. «Восточный сборник». Вып. 3. М. 1972, с. 111-137).
- Funktion des Verbes ("geîyan") in den Texten der mittelalterlichen kurdischen Literatur im Bereich des Nordischen Dialekts.  - Jahrbuch „Die Schriftdenkmäler und Denkmäler der Geschichte und Kultur der Völker des Ostens“, 1970. (Функция глагола ["geîyan"] в текстах средневековой курдской литературы на северном диалекте [курманджи]. - ПП и ПИКНВ. VIII. 1972, с. 200-203.)
- Kurdische Literatur. - Inhalt: „Geschichte der Weltliteratur“. Band 4, Heft 7. Moskau, 1973, S. 61–70. (Курдская литература. - В кн.: «История всемирной литературы». Т. 4. Вып. 7. М. 1973, с. 61-70).
- Kurdische lyrische Lieder aus der Diaspora des Zyklus "dilokê xerîbîye" und ihre Verbindung zu den Beerdigungsriten. - Jahrbuch „Die Schriftdenkmäler und Denkmäler der Geschichte und Kultur der Völker des Ostens“, 1973. (Курдские лирические чужбинные песни цикла "dilokê xerîbîye" и их связь с погребальным обрядом. - ПП и ПИКНВ. IX. 1973)
- „Yusif und Zulaykha“. Kurdische Literatur- und Folklorversionen. Autorreferat der Doktorarbeit. Moskau, 1973. ("Юсуф и Зелиха". Курдские литературные и фольклорные версии. Автореф. диссертации на соискание ученой степени доктора филол. наук. М. 1973).
- Eine Darstellung einiger antiken Riten und Ansichten in der heutigen kurdischen rituellen Folklore. - Jahrbuch „Die Schriftdenkmäler und Denkmäler der Geschichte und Kultur der Völker des Ostens“, 1974. (Отражение некоторых древних обрядов и представлений в современном курдском обрядовом фольклоре. - ПП и ПИКНВ. х. 1974).
- Stellt das Manuskript des kurdischen Poems  von Selim Sleman „Yusif und Zulaykha“ einen Autograph dar? (Saltykow-Schtschedrin-Bibliothek, Signatur – „курд. 15“). „Die Schriftdenkmäler des Ostens“, 1972. Moskau, 1977, S. 26–27.  (Автограф ли рукопись курдской поэмы Селима Слемана „Юсуф и Зелиха“? [ГПБ, шифр – «курд. 15»]. - ППВ. 1972. М., 1977, с. 26-27).
- Einige kurdische Beisetzungslieder aus der Sammlung von A. D. Jaba. Die Schriftdenkmäler des Ostens, 1973, Moskau, 1979, S. 168–173.  (Несколько курдских похоронных песен из собрания рукописей А.Д. Жаба. - ППВ. 1973. М., 1979, с. 168-173).
- Kurdische Rituspoesie. Moskau, Verlag „Nauka“, 1982. (Курдская обрядовая поэзия. М., "Наука", 1982).
- Literatur- und Folklorversionen des kurdischen Poems  „Yusif und Zulaykha“. Moskau, Verlag „Nauka“, 1986. (Литературная и фольклорные версии курдской поэмы "Юсуф и Зелиха". М., Наука 1986).